# Uniegebouw
Het Uniegebouw in de Zuid-Afrikaanse hoofdstad Pretoria is de officiële zetel van de Zuid-Afrikaanse regering. Het imposante gebouw is gelegen op de Meintjieskop en kijkt uit over Pretoria.

## Geschiedenis
Het gebouw dat uit meerdere delen bestaat is opgetrokken uit zandsteen en is door architect Herbert Baker ontworpen. Het gebouw is 275 meter lang en in de vorm van een halve maan gebouwd. De twee zijvleugels vertegenwoordigen de Nederlandse (Afrikaners) en Engelse (Anglo-Afrikanen) delen van de blanke bevolking in Zuid-Afrika.
De eerste hoeksteen werd gelegd in 1910, kort nadat de Unie van Zuid-Afrika tot stand kwam, waarnaar het gebouw vernoemd werden. Het gebouw werd voltooid in 1913. Om het Uniegebouw ligt een grote tuin met verschillende inheemse planten, ook ligt er een amfitheater nabij het gebouw. Na het overlijden van Nelson Mandela werd dit amfitheater hernoemd tot het Nelson Mandela amfitheater.
Deze regeringszetel kreeg internationale bekendheid toen de eerste democratische president Nelson Mandela hier in 1994 ingehuldigd werd.